# Cienfuegos (Quirós)
Cienfuegos (en asturiano y oficialmente Cinfuegos) es una parroquia del concejo asturiano de Quirós, en España,y un lugar de dicha parroquia. Su templo parroquial está dedicado a San Esteban de Cienfuegos. 
La parroquia alberga una población de 81 habitantes  (2010) y ocupa una extensión de 22,73 km².

## Poblaciones
Según el nomenclátor de 2010, la parroquia está formada por las poblaciones de:
- Cienfuegos (lugar, oficialmente Cinfuegos): 22 habitantes
- Cuevas (casería): 3 habitantes
- Las Llanas (lugar, oficialmente Las Chanas): 19 habitantes
- El Molino (casería, oficialmente El Molín): deshabitada
- Villar de Cienfuegos (lugar, oficialmente Viḷḷar de Cinfuegos): 37 habitantes

Es una de las 13 Parroquias en que se divide el Concejo de Quirós y la tercera en extensión (22,73 km²), detrás de Lindes y Ricabo. La integran tres pueblos: Cienfuegos (en la ladera Oeste del valle), Villar y Las Llanas (en la ladera Este). Junto a ellos, dos caseríos: El Molino, a los pies de Villar, y Cuevas, debajo de Las Llanas.   
La altitud de estos lugares varía desde los 620 metros de El Molino hasta los más de 900 de Las Llanas, lugar más alejado por carretera de la Capital Municipal (10 km); Cienfuegos y Villar están a 7 km de aquella.   
La población de la parroquia ha disminuido desde los años 60. Los 400 feligreses que contaba V.J. González García en 1958 hoy se reducen a los 93 del Nomenclátor de 1996. Cienfuegos tiene 29 habitantes (en 1996), Las Llanas 14, Villar 43, El Molino carece de población censada y Cuevas tiene 7 vecinos.    
Los residentes son mayoritariamente jubilados de la minería o del Régimen Agrario, de mediana o avanzada edad. Algunas familias oriundas de la parroquia acuden en los fines de semana o en vacaciones. La mayor parte de la juventud reside fuera de la parroquia y el concejo, por motivos laborales o de estudios.   
La actividad económica se centra en la ganadería de vacuno de carne, algo de caballar, ovino, porcino y aves de corral. La agricultura se destina al consumo propio de cada familia. El Turismo Rural no existe en la Parroquia, pero su cercanía a núcleos como Llanuces (Palacio de Miranda), Cortes y Lindes hace que el paso de turistas sea frecuente, pero con escaso reflejo en la economía del lugar. Existió una mina a cielo abierto en el cordal de Cienfuegos (La Divisa), hoy paralizada, aunque sus tremendas huellas son bien visibles. También hubo minas bajo tierra y una vía férrea para el transporte del mineral que llegaba hasta el lugar llamado Porquerones. 
La flora y fauna es la común del Concejo y la Región. Destaca la abundancia de bosques caducifolios (castaños, robles, hayas) que le dieron al lugar el "apodo" de Vatche del Fotchagueo (de Fotcha, fueya, "hoja" –latín folium/ii-). Hay quien piensa que este nombre no deriva de ahí, sino que es una alusión al antiguo Camino Real, que estaba la mayor parte del año embarrado (así un fotcheiru es un barrizal). 
El terreno es fértil, aunque abrupto, con abundancia de manantiales. El río es muy frecuentado por pescadores en pos de las sabrosas truchas que en él se crían. Al valle se accede en automóvil, por la carretera AS-229 desde Bárzana de Quirós o por la AS-230 desde Pola de Lena, cogiendo el desvío a mano izquierda una vez pasado el puente de Santa Marina. A unos cuatro kilómetros este lugar se encuentra el desvío para Villar (a la izquierda por la Ponte Sanisteban) y Cienfuegos (a la derecha). Cuevas está un poco más allá del cruce, y a Las Llanas llega desde Cortes, por la Pista del Melón, o desde el Alto de La Cobertoria.
El pueblo de Cienfuegos destaca por su interesante y, por desgracia, no demasiado conocida arquitectura popular, con numerosas casonas de sólida piedra, acompañadas por un amplio conjunto de hórreos y paneras, alguno de ellos datado en el siglo XVI. Especialmente reseñable es la llamada "casa de Basilio" que conserva el emblema de la Inquisición y una inscripción fundacional del siglo XVIII.
La iglesia parroquial de San Esteban, un amplio templo situado por debajo del pueblo, presenta una sólida construcción con sillares y contrafuertes bien labrados de caliza, así como la llamativa espadaña del mismo material, en la que aparece la inscripción "Domus Dei" y el año MDCCCXLV (1845) aunque este debe ser cuando se reparó el campanario, ya que la iglesia es más antigua, al menos del siglo XV, con nave con techo de madera y bóveda en la capilla mayor y en la lateral. Tiene un buen retablo mayor de estilo barroco popular, con imágenes de San Esteban, San Roque y Cristo, así como uno lateral de San Antonio y el de la Virgen del Rosario. También conserva una pila bautismal, posiblemente de origen románico, en la que bautizaron a San Melchor de Quirós en 1821, ya que su pueblo natal, Cortes (actual parroquia de Lindes) pertenecía entonces a la de San Esteban de Cienfuegos.
También es destacable la ermita de San Pelayo, cerca del pueblo de Cuevas, con nave techada con madera y bóveda de cañón en el presbiterio, así como una imagen sencilla del Santo, y la ermita de Santa Teresa en Villar de Cienfuegos, reedificada en 1905 pero con capiteles de aspecto medieval en su portada.